# Los Molinos (Chile)
Los Molinos es una villa, balneario y caleta de pescadores chilena, ubicada en la zona costera de Valdivia en la Región de Los Ríos. Se encuentra al norte de Niebla y a 20,6 km al oeste de la ciudad de Valdivia. Se le otorgó el nombre de “Los Molinos” por un antiguo molino que trituraba harina en la zona. 
La localidad cuenta con una extensa playa, diversos restaurantes especializados en gastronomía marina, hospedajes, comercios, baños públicos, iglesias, parada de buses y otros servicios turísticos, además de la popular caleta de pescadores artesanales. Al poblado solo se puede acceder con auto particular o tomando el expreso a la costa que recorre Valdivia, pasa por la localidad de Niebla hasta llegar a Los Molinos. Además, cuenta con un bus de acercamiento, sólo para estudiantes de la Escuela Rural Los Molinos, que actualmente imparte clases hasta 6to básico.
La actividad predominante de la zona es la pesca artesanal, siendo el pez sierra el recurso más extraído y la principal fuente de ingresos debido a su alta demanda local. También, se extraen otras especies marinas como los mariscos (extraídos por buzos mariscadores), la corvina y el salmón, siendo estos últimos más escasos, ya que tienen periodos de veda prolongados que evitan su depredación y permiten su reproducción y subsistencia.

## Turismo

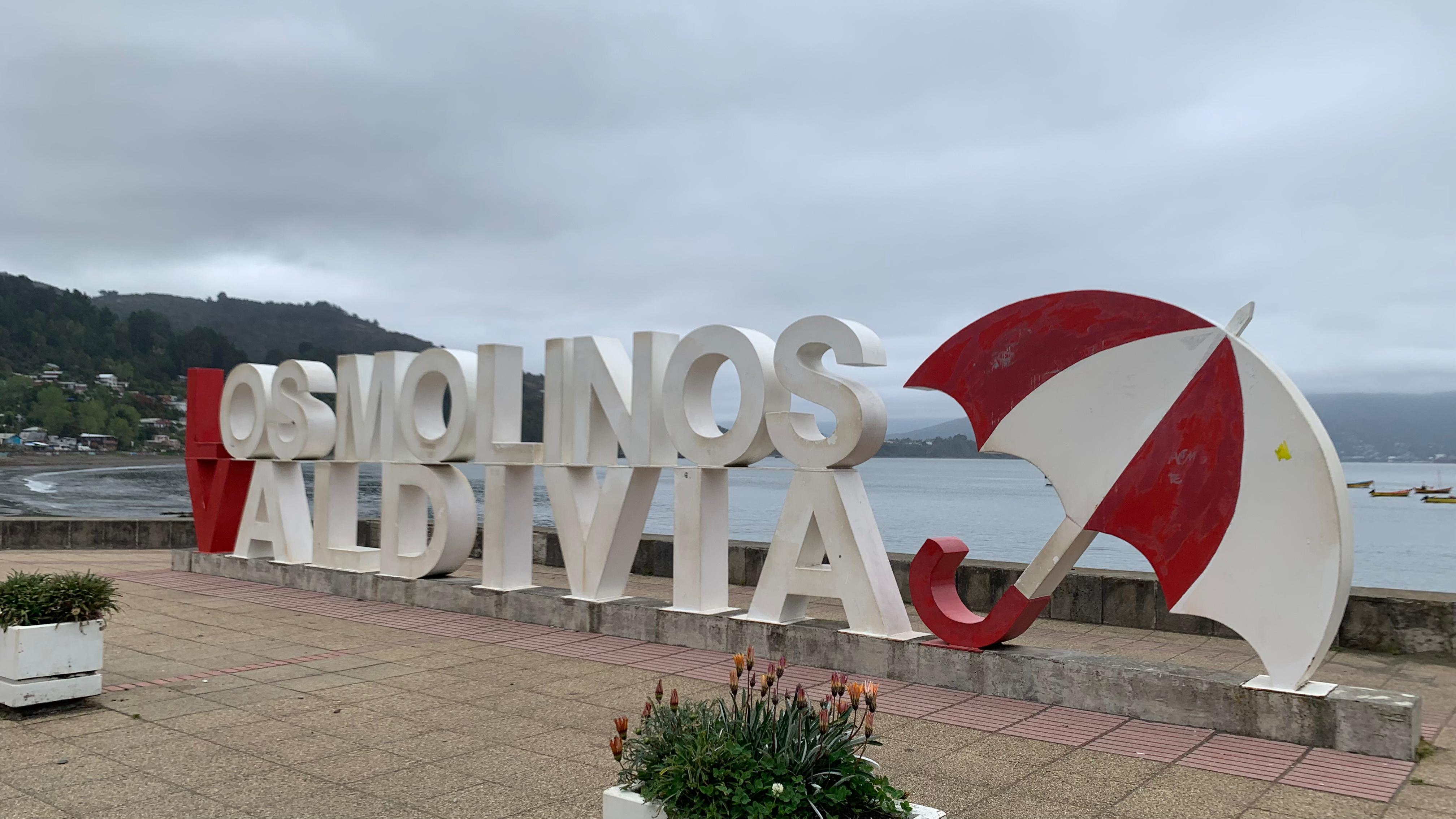
Cartel "Los Molinos Valdivia" ubicado en el balneario Los Molinos.

La mayor atracción turística de este balneario es su playa, Playa Los Molinos, siendo esta una de las pocas playas aptas para el baño en la costa valdiviana. Durante su temporada alta, desde el 15 de diciembre al 15 de marzo, recibe cientos de personas. La localidad cuenta con dos sectores: Los Molinos Bajos y Los Molinos Altos, en este último sector, se encuentra la Feria Costumbrista con su amplia gastronomía marítima y también una muestra artesanal.

## Muelle

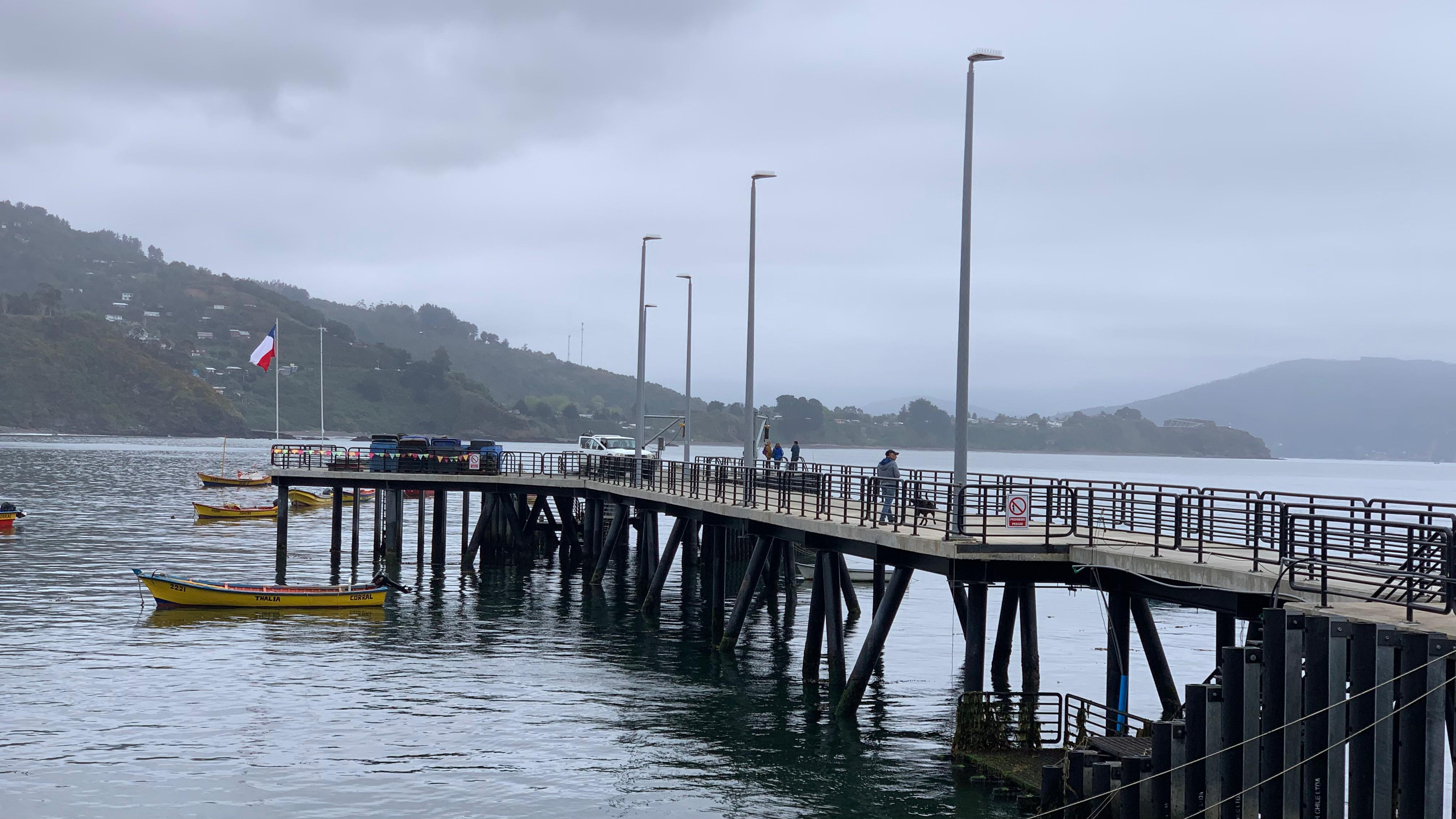
Nuevo muelle Caleta Los Molinos, inaugurado el año 2022.

Los Molinos cuenta con un muelle llamado Caleta Los Molinos, que es una concesión marítima. En el año 2019 se acogió a la ley 21.070, Ley de Caletas, bajo la cual Sernapesca se encarga de cuidar los recursos bentónicos fomentar el turismo y proteger el muelle. Más tarde, en el año 2022, se inauguró el nuevo muelle Caleta Los Molinos bajo el gobierno del Presidente Gabriel Boric Font, lo que ayudó al turismo y apoyó la creación de nuevos proyectos gubernamentales como la realización del campeonato nacional de velero en el nuevo muelle Caleta Los Molinos.

## Comunidad
La comunidad de Los Molinos cuenta con una Junta de Vecinos, que abarca desde la Playa de Los Enamorados hasta el sector de Los Molinos Altos. Junto con el CESFAM Rural de Niebla han formado distintas agrupaciones, de vendedores ambulantes, adultos mayores, grupos de madres, una agrupación que trabaja con hierbas medicinales y varios tragunes (palabra mapuche que se traduce como conversatorio en lengua mapuche).
Por otro lado, Los Molinos sufre constantes derrumbes de cerros y remociones de masas en diferentes caminos vecinales de la localidad. Además enfrenta una crisis hídrica y una sobrepoblación. Sin embargo, diferentes ONG medioambientales de Valdivia visitan el lugar, realizando limpiezas de playas y ayudando así a la sostenibilidad de la villa. 

## Enlaces externos

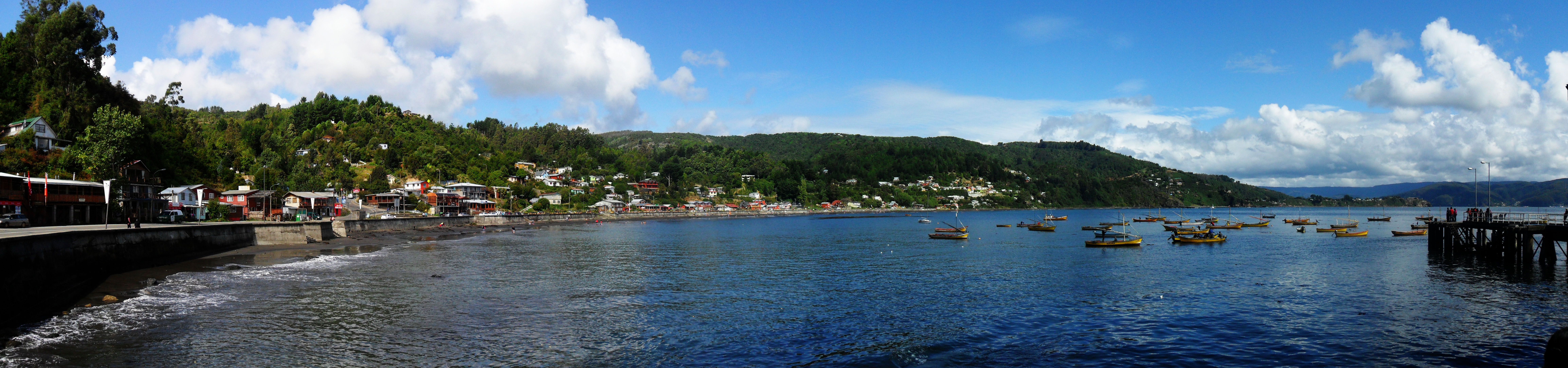
Bahía de localidad de Los Molinos, al norte de Niebla en la Región de Los Ríos, Chile